# Terminalia archipelagi
Terminalia archipelagi är en tvåhjärtbladig växtart som beskrevs av Mark James Coode. Terminalia archipelagi ingår i släktet Terminalia och familjen Combretaceae. Inga underarter finns listade i Catalogue of Life.